# Den svarta obelisken
Ej att förväxla med romanen "Den svarta obelisken" av Erich Maria Remarque.

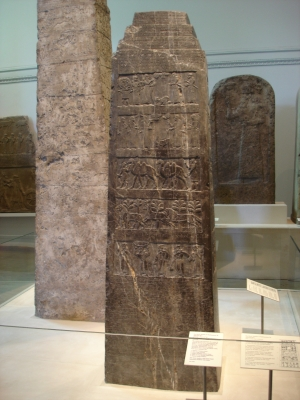
Den svarta obelisken i British Museum, London

Den svarta obelisken är en assyrisk stenpelare som hittades av arkeologer vid ruinkullen Nimrud våren 1846. Pelaren är ca två meter hög, svart och blev känd som "den svarta obelisken". Den restes av Shalmaneser III. Den svarta obelisken har en lång inskrift och 20 bildfält.

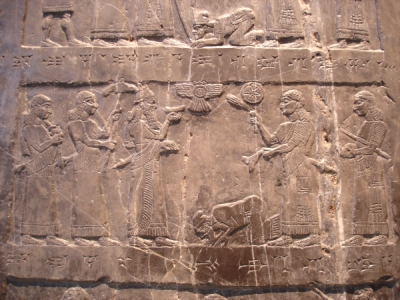
Här avbildas Jehu, son till Jehoshaphat, i prostration framför Shalmanesers fötter.